# A. E. Bizottság
A. E. Bizottság – węgierski zespół rockowy istniejący w latach 1979–1985.

## Historia
Zespół A. E. Bizottság (pełna nazwa: Albert Einstein Bizottság) powstał wiosną 1979 roku i skupiał artystów związanych ze studiem Lajosa Vajdy w Szentendre.
Pierwszego koncertu grupa udzieliła 23 sierpnia 1980 roku na wyspie Óbudai, stanowiąc support na festiwalu Fekete Bárányok przed takimi zespołami jak Beatrice, Hobo Blues Band i P. Mobil. Następnie zespół grał wiele koncertów w klubach i domach kultury w Budapeszcie, Gödöllő i Szentendre. Cechą charakterystyczną zespołu stały się absurdalny humor, ironia oraz działalność na scenie mająca charakter performance.
Pierwszy album grupy, Kalandra fel!, został wydany przez Hungaroton w 1983 i zawierał nagranie koncertu w Gödöllő, w którym nie uczestniczył jednak Sándor Bernáthy. Był to 29 w kolejności najlepiej sprzedający się album na Węgrzech w 1983 roku. Niektóre piosenki grupy, takie jak „Szerelem”, „Egy lány kéne nékem” czy „Kamikázé” stały się popularne na Węgrzech.
Również w 1983 roku zespół wykonywał muzykę w filmie Gábora Bódyego Kutya éji dala. Rok później w studio Béli Balázsa grupa nagrała materiał muzyczny do innego filmu, Jégkrémbalett. Materiał ten posłużył do wydania drugiego albumu grupy.
W 1985 roku zespół odbył trasę koncertową po Europie Zachodniej. Wkrótce później zespół rozpadł się.
W 1995 roku Hungaroton wydał albumy grupy na CD.

## Skład zespołu
- László fe Lugossy – wokal
- András Wahorn – organy, saksofon, gitara basowa, wokal
- István ef Zámbó – organy, saksofon, gitara basowa, wokal
- Erzsébet Kukta – wokal
- István Szulovszky – gitara
- Mária Bán – perkusja
- Sándor Bernáthy – gitara basowa

## Dyskografia
- Kalandra fel! (1983)
- Jégkrémbalett (1984)
- I. (1986)[2]